# Bosc-Renoult-en-Roumois
Bosc-Renoult-en-Roumois è un ex comune francese di 435 abitanti situato nel dipartimento dell'Eure nella regione della Normandia. Dal 1º gennaio 2017 è stato accorpato al comune di Theillement per formare il nuovo comune di Thénouville, di cui è divenuto comune delegato.

## Società

### Evoluzione demografica
Abitanti censiti